# Назаров Володимир Васильович
Володимир Васильович Назаров (* 24 лютого 1952, Новомосковськ, Дніпропетровська область, УРСР) — російський композитор, співак, актор, кінорежисер, художній керівник музичного театру Національного мистецтва, професор Російської академії музики імені Гнесіних та Київського інституту музики імені Р. М. Глієра. Заслужений артист РРФСР (1988). Народний артист Росії (2004). Член Спілки театральних діячів Російської Федерації. Член Спілки кінематографістів Росії.

## Громадянська позиція
В грудні 2015 року як член громадської ради громадського телебачення Росії виступив з різкою заявою щодо стану культури та охорони здоров'я в Росії, засилля пропаганди в російських ЗМІ. Заява зроблена у формі відкритого листа на ім'я голови ради громадського телебачення Росії Олега Табакова. Прийняв українське громадянство.